# El-Rei (nau)
A El-Rei, ou El-Rey, na grafia quinhentista portuguesa, foi uma nau da Carreira das Índias que fez parte da 2ª Armada da Índia comandada por Pedro Álvares Cabral, armada que esteve envolvida na descoberta do Brasil. Foi capitaneada por Sancho de Tovar. A nau El-Rei embateu num baixio perto de Melinde, à vinda da Índia e foi queimada pela sua tripulação.

## História
A nau El-Rei foi construída em finais do século XV. Esta nau foi um dos raros navios da frota cabralina de 1500, cujo nome foi preservado. Não se conhecem as suas características físicas, mas presume-se que estas não seriam muito diferentes das dos outros navios de longo curso do seu tempo.
A 9 de Março de 1500, partiu de Lisboa a 2ª Armada da Índia, comandada por Pedro Álvares Cabral com mais treze naus e 1 500 homens. Uma delas era a nau El-Rei, capitaneada pelo sota-capitão da Armada, Sancho de Tovar.
Depois da saída de Lisboa, a Armada prosseguiu um curso semelhante ao tomado por Vasco da Gama, três anos antes. Na manhã de 14 de março, a frota passou pela Grã Canária, a maior das Ilhas Canárias. Em seguida, partiu rumo ao arquipélago de Cabo Verde, que alcançaram a 22 de março. No dia seguinte, uma nau com 150 homens, comandada por Vasco de Ataíde, desapareceu sem deixar vestígios.
A frota cruzou a Linha do Equador a 9 de abril e navegou rumo a oeste afastando-se o mais possível do continente africano, utilizando uma técnica de navegação conhecida como a volta do mar. Os marujos avistaram algas-marinhas no dia 21 de abril, o que os levou a acreditar que estavam próximos da costa. Provou-se estarem certos na tarde do dia seguinte, quarta-feira, 22 de abril de 1500, a tripulação da nau El-Rei, avista o Brasil e ancoram na costa do Monte Pascoal.
Sancho de Tovar foi o primeiro dos capitães a pisar terras brasileiras. Trouxe para a sua nau, dois índios Tupiniquim aos quais deu vinho, e fica surpreendido por eles não o apreciarem.
A frota retomou sua viagem em 2 ou 3 de maio de 1500. Depois de uma grande tempestade, naufragaram três naus, matando 380 tripulantes e naufraga também a caravela onde vinha Bartolomeu Dias.

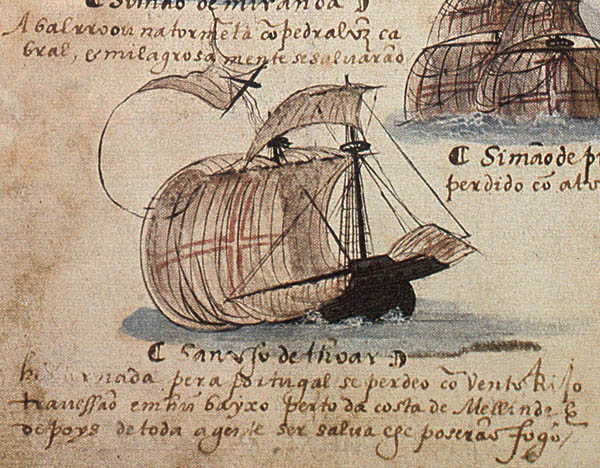
Representação da nau El-Rei, 1565

Durante a tempestade, a Armada tinha-se dispersado e posteriormente se tentou reagrupar. Reuniram-se então, em duas formações de três navios cada, e o grupo de Cabral navegou rumo ao leste, passando pelo Cabo da Boa Esperança. A nau El-Rei pressupõe-se que faria parte do grupo destas seis naus, e por isso fez o caminho similar ao das restantes. Depois da chegada a Calecute a 13 de setembro, e depois da instalação da feitoria e do seu posterior ataque(16 ou 17 de Dezembro), a Armada de Cabral vingou a destruição da feitoria bombardeando e atacando dez navios mercantes árabes no porto, com a morte de 600 tripulantes e confiscando a sua carga antes de incendiarem os navios. A nau El-Rei também patricipou no bombardeamento da cidade de Calecute.

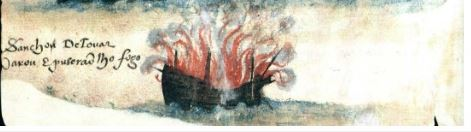
Representação do naufrágio da nau El-Rei, no Livro de Lisuarte de Abreu, 1565

Avisos nos relatos da viagem de Vasco da Gama à Índia levaram o rei D. Manuel I a informar Cabral a respeito de outro porto, ao sul de Calecute, onde também se poderiam estabelecer relações comerciais. A cidade em questão era Cochim, onde a frota desembarcou em 24 de dezembro. Por fim, carregada de especiarias, a frota foi para Cananor, a fim de comerciar uma vez mais antes de partir em sua viagem de retorno a Portugal em 16 de janeiro de 1501.
Chegando a Armada à região de Quiloa, a nau El-Rei foi vítima de ventos a través, o que alterou o seu rumo, e fez com que encalhasse num baixio, perto da costa de Melinde.
Depois do embate, Sancho de Tovar ordenou que a nau fosse abandonada, salvando-se a tripulação. Posteriormente, a tripulação foi transferida para a nau de Luís Pires, que Sancho de Tovar passou a comandar. A nau El-Rei foi  então incendiada para não cair nas mãos dos muçulmanos.